# Natasha Noel
Natasha Noel és una yogini, una mestra practicant de ioga i entrenadora de benestar popular a les xarxes socials.
Va perdre la mare als tres anys i va ser víctima d'abús infantil, patint una infància traumàtica. Va arribar a autolesionar-se per superar el seu dolor interior. Va superar la depressió a través del ioga i la introspecció. Treballa com a defensora legal de les víctimes de violència domèstica en un tribunal local de Columbus i està al capdavant de Reaching For the Shining Starz, una organització sense ànim de lucre que ajuda les víctimes del tràfic sexual.
Va ser escollida per a la llista de les 100 Dones de la BBC l'any 2019.